# محمد أسلم (لاعب كريكت باكستاني)
محمد أسلم (7 سبتمبر 1961 - ) هو لاعب كريكت باكستاني.

## وصلات خارجية
- محمد أسلم (لاعب كريكت باكستاني) على موقع إي آس بي آن كريك إنفو (الإنجليزية)